# Melanoplus sanguinipes
Melanoplus sanguinipes är en insektsart som först beskrevs av Fabricius 1798.  Melanoplus sanguinipes ingår i släktet Melanoplus och familjen gräshoppor.

## Underarter
Arten delas in i följande underarter:
- M. s. vulturnus
- M. s. sanguinipes
- M. s. atlanis
- M. s. defectus